# Caquetoire
Vous pouvez aider à l'améliorer ou bien discuter des problèmes sur sa page de discussion.
- Il ne cite pas suffisamment ses sources. Vous pouvez indiquer les passages à sourcer avec {{référence nécessaire}} ou {{Référence souhaitée}}, et inclure les références utiles en les liant aux notes de bas de page. (Marqué depuis mai 2020)
- Il n’est pas rédigé dans un style encyclopédique. (Marqué depuis avril 2020)

- Archive Wikiwix
- Bing
- Cairn
- DuckDuckGo
- E. Universalis
- Gallica
- Google
- G. Books
- G. News
- G. Scholar
- Persée
- Qwant
- (zh) Baidu
- (ru) Yandex
- (wd) trouver des œuvres sur Wikidata

Pour les articles homonymes, voir caquetoire (homonymie).

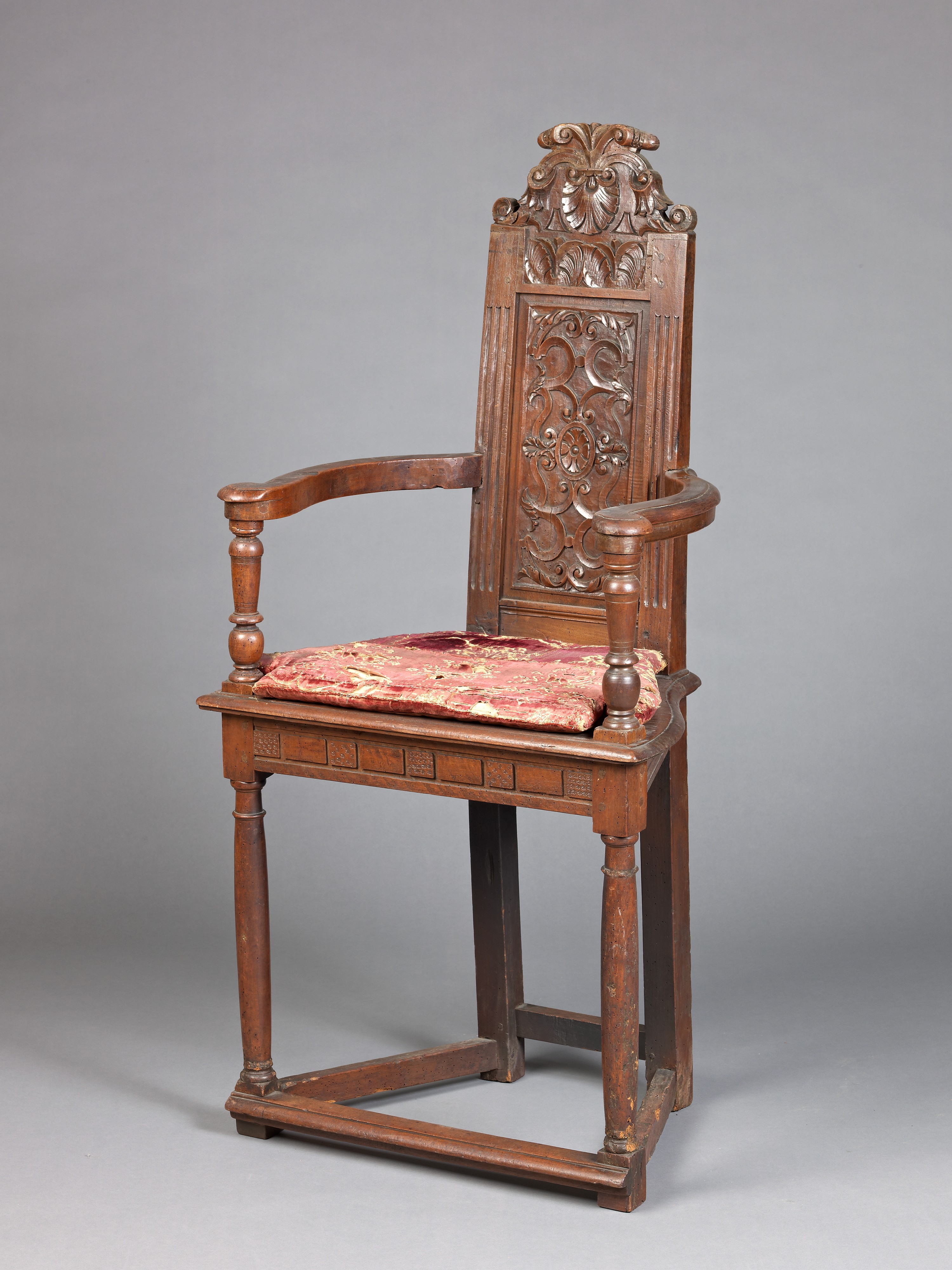
Caquetoire française datant de la seconde moitié du XVI avec galette en velours de soie coupé.

La chaise caquetoire ou caqueteuse, ou chaise à femme est un petit siège mobile et de style Renaissance utilisé par les femmes de condition pour caqueter (bavarder entre femmes). 

## Histoire
Apparu dans la seconde moitié du XVIe siècle en France avec les meubles de style Henri II, c’est le premier spécimen de la chaise à bras munie d’accotoirs au XVIe siècle ou aussi du faudesteuil devenu le fauteuil en 1636. Mentionné dans les inventaires à partir de 1670, ce terme est utilisé depuis XIXe siècle pour désigner un petit fauteuil dont le siège est très large à l'avant et les bras arqués très ouverts pour permettre aux femmes de s'y asseoir avec leurs jupes à vertugadin (gros et large bourrelet de robe) maintenues rigides par un cerceau d'osier. Ce type de fauteuil est désigné au XVIe siècle dans certains inventaires comme chaises en façon de talemoussse (pâtisserie triangulaire) à cause de la forme trapézoïdale de leur siège.

## Caractéristiques
C'est un siège à quatre pieds droits disposés de manière à obtenir une assise en forme en trapèze. Les pieds sont reliés entre eux en partie basse par des traverses. Ces traverses ainsi que le contour de l'assise forment des ceintures qui peuvent être moulurées. Le dossier est étroit et les accotoirs sont souvent courbés ou brisés et se terminent par une volute supportée par une colonne verticale dans le prolongement des pieds de devant. Il ne comporte aucune garniture fixe de tissus. Les spécimens les plus riches sont en bois de noyer avec une ceinture courbe et ornée avec des pieds avant tournés et un dossier sculpté.

## Usages
Généralement placé près de l’âtre ou même sous le manteau de la cheminée, de part et d’autre du foyer.